# 시술

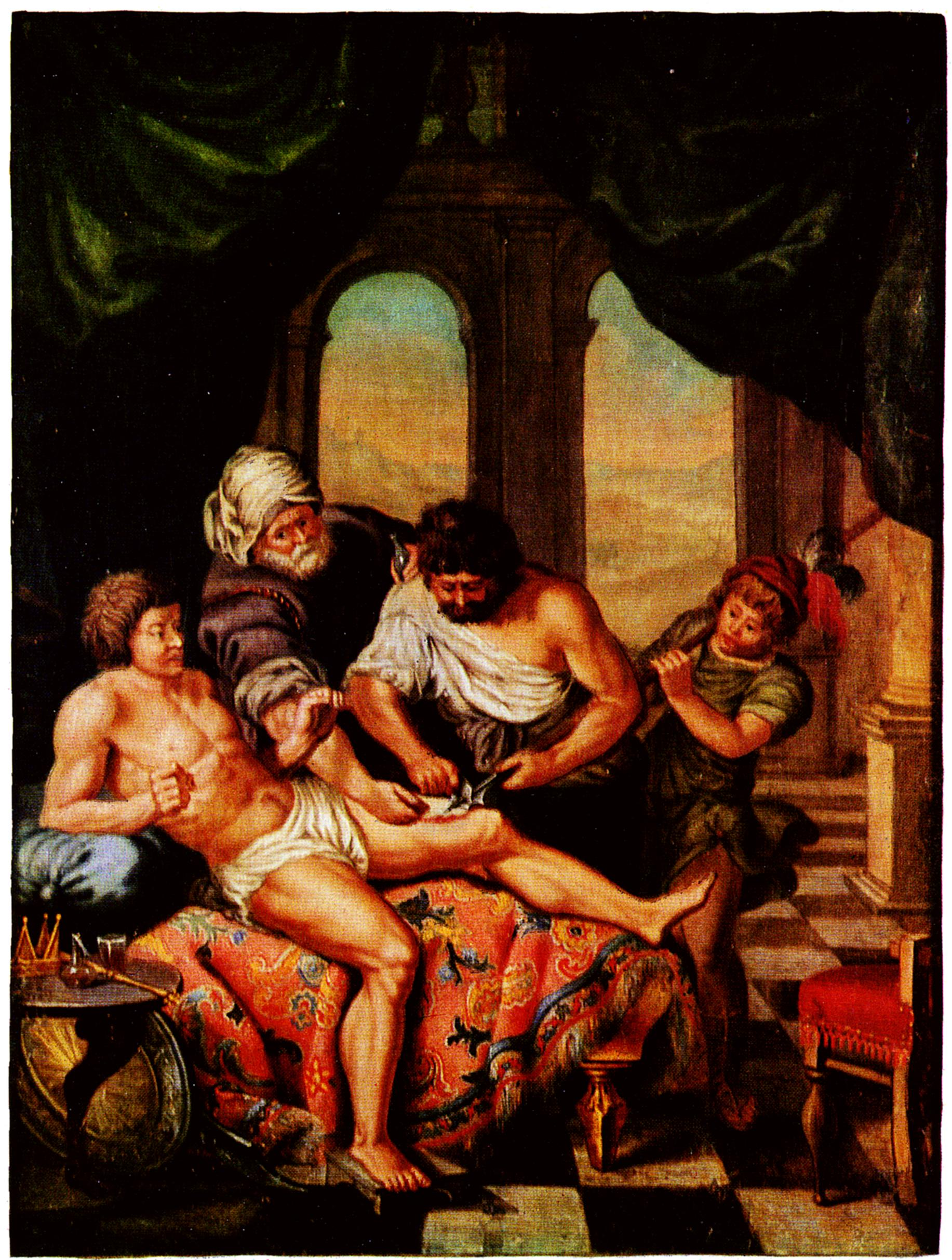
중세의 상처를 드레싱하는 의학 시술 자료

시술(施術, intervention)은 의료인이 의술, 인술을 베풀기 위하여 또는 환부의 개선을 목적으로 치료하는 것으로, 수술과 유사하나 비관혈적(병변을 노출하지 않고)으로 치료하는 내시경 시술, 카테타 시술 등을 말한다.

## 같이 보기
- 치료(therapy 또는 medical treatment)
- 의료(health care)
- 정골요법(osteopathy)